# 代爾 (內布拉斯加州)
代爾（英語：Dale）是位於美國內布拉斯加州卡斯特縣的鬼鎮。

## 歷史
代爾的郵局於1883年設立，其後於1894年停運。

## 地理
代爾所處的海拔為高於海平面805米（即2641英呎），而該地所採用的時區為UTC-6，即北美中部时区（CST）。同時該地設有夏令時間，為UTC-6調快一小時，即UTC-5（CDT）。